# Ophiogomphus bellicosus
Ophiogomphus bellicosus är en trollsländeart som beskrevs av Voronocovsky 1909. Ophiogomphus bellicosus ingår i släktet Ophiogomphus och familjen flodtrollsländor. Inga underarter finns listade i Catalogue of Life.